# 黃昏之戀

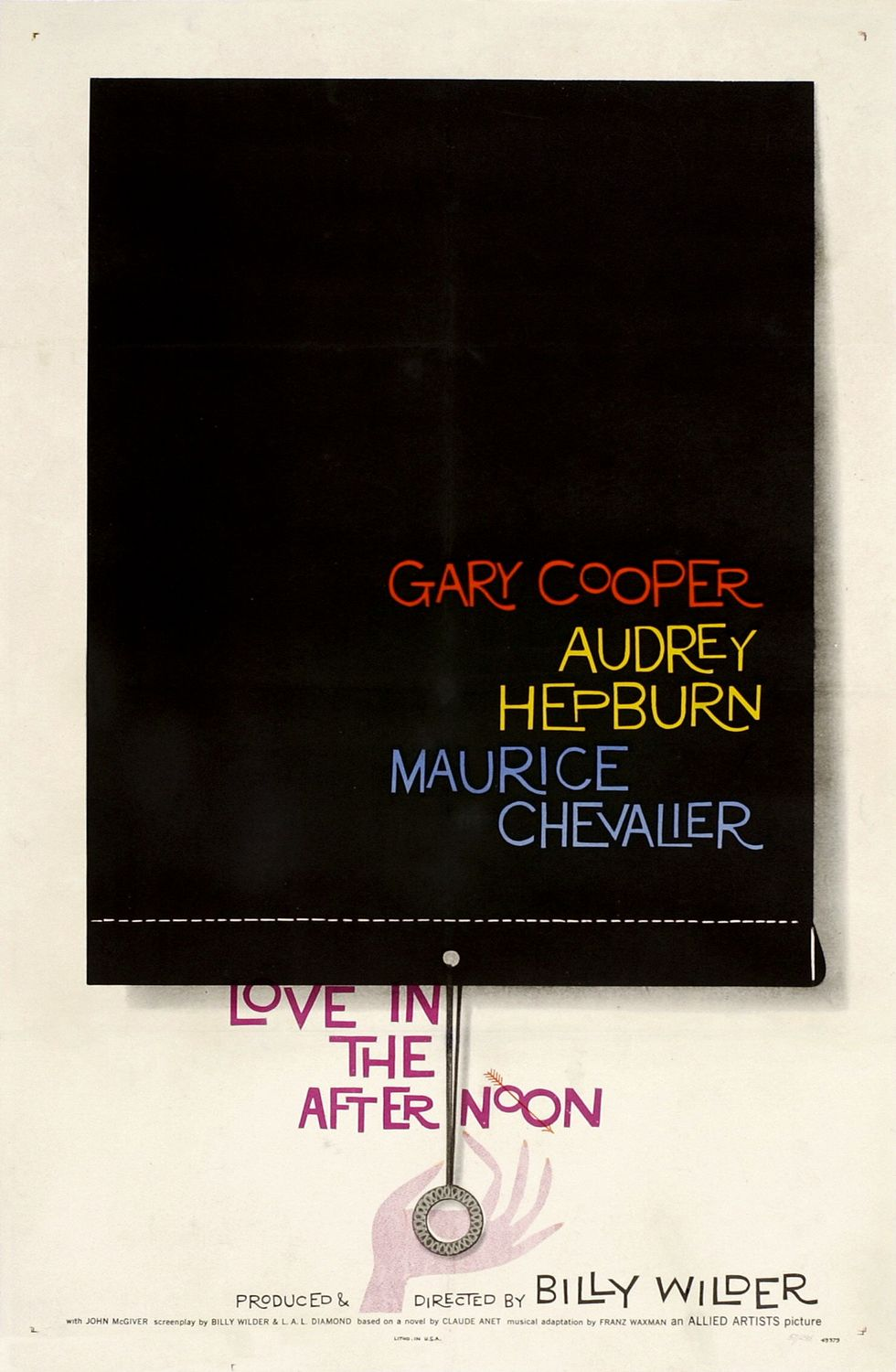
《黃昏之戀》電影海報

《黃昏之戀》（英語：Love in the Afternoon）是比利·怀德於1957年拍成的電影，改編自當時瑞士作家Claude Anet一部非常流行的小說。據其改成的舞臺劇由蘇聯流傳到了巴黎，聯同I.A.L. Diamond 重新改編，才寫完黃昏之戀的劇本。
此電影的男主角贾利·古柏已經56歲，而女主角奥黛丽·赫本則只是28歲，年齡差距的問題令很多觀眾和評論家耿耿於懷，儘管懷爾德努力安排古伯在畫面比較暗的位置，試圖用陰影來淡化他的年齡。

## 劇情
居於巴黎的一名私家偵探(由莫里斯·謝瓦利埃飾演)有一個學大提琴的女兒阿莉安妮(Arianne)，熱情的她一日無意打開父親的工作記錄，得知Frank Flannigan是一名風流美國人；不少吃醋的丈夫都找阿里安妮的父親跟蹤Frank。當她知道其中一人想要殺死Frank，就親自去警告Frank。對此，她開始熱衷於與Frank結識，但又害怕自己無經驗而失去與之結交的機會，於是裝成一位神秘女子。Frank未能了解她，於是都找阿莉安妮的父親打探她的底細。最後真相大白，Frank決定洗心革面，向阿莉安妮求婚。